# Hotel Berolina
Das Hotel Berolina war ein Hotel in der Berliner Karl-Marx-Allee. Es existierte von 1963 bis 1996 und stand etwas von der Straßenfront zurückgesetzt hinter dem Kino International.

## Geschichte und Architektur
Das Hotel wurde von 1961 bis 1963 im Rahmen des zweiten Bauabschnittes der Karl-Marx-Allee nach einem Entwurf von Josef Kaiser, Günter Kunert und Kollektiv erbaut.
Das 13-etagige Gebäude verfügte über 375 Zimmer, ein Hotelrestaurant mit 200 Plätzen, ein Spezialrestaurant im Souterrain, ein Café im Dachgeschoss sowie über Gesellschafts- und Konferenzräume. Das Haus stand zwischen der Weydemeyerstraße und der Berolinastraße. Damit befand es sich eigentlich nicht an der Karl-Marx-Allee, hatte jedoch – ebenso wie das heutige Gebäude an gleicher Stelle – die Adresse Karl-Marx-Allee 31.
Während das Gebäude bis einschließlich zum ersten Obergeschoss in monolithischer Bauweise ausgeführt wurde, waren die Obergeschosse in Großplatten-Bauweise errichtet. Die vorgezogene Hotelhalle sowie der Hotelzugang mit der überdachten Vorfahrt waren als großflächig verglaste Stahlkonstruktion ausgeführt. An der Rückseite des Gebäudes befand sich ein Verkaufstrakt. Die Fassade des Hotels war im Erd- und ersten Obergeschoss mit Travertinplatten und in den weiteren Obergeschossen mit blauen Keramikplatten verkleidet.
Das Hotel Berolina wurde 1964 als HO-Hotel eröffnet. 1965 übernahm die Vereinigung Interhotel das Haus. 1990 wurde Interhotel in die Interhotel AG umgewandelt, die das Hotel Berolina zunächst weiterbetrieb. Am 31. Dezember 1995 wurde das Hotel geschlossen, 1996 das denkmalgeschützte Gebäude abgerissen. An selber Stelle ließ der neue Besitzer, die estnische Trigon-Unternehmensgruppe, nach Entwürfen der Architektengemeinschaft Bassenge, Heinrich, Puhan-Schulz von 1996 bis 1998 ein 14-etagiges Hochhaus errichten. Das neue Bauwerk orientiert sich architektonisch am früheren Hotel und beherbergt heute das Rathaus Mitte von Berlin.

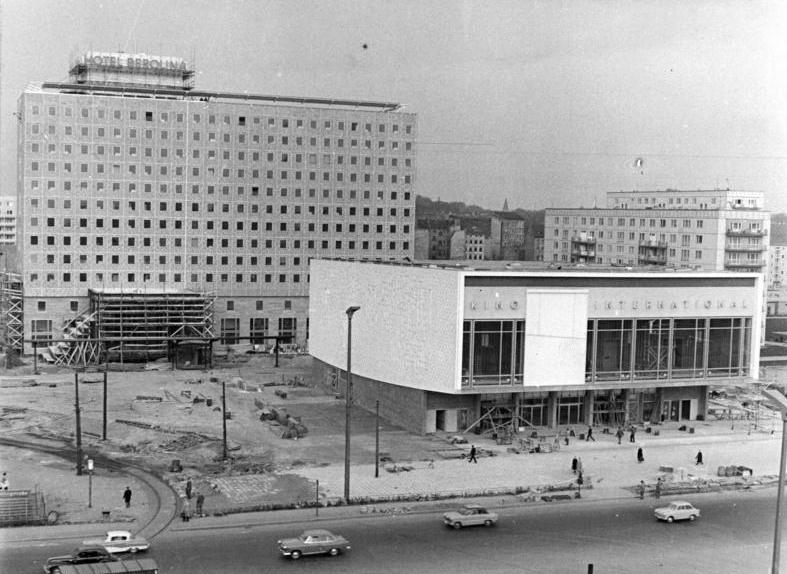
Hotel Berolina im Bau; davor das Kino International, kurz vor der Eröffnung (1963)
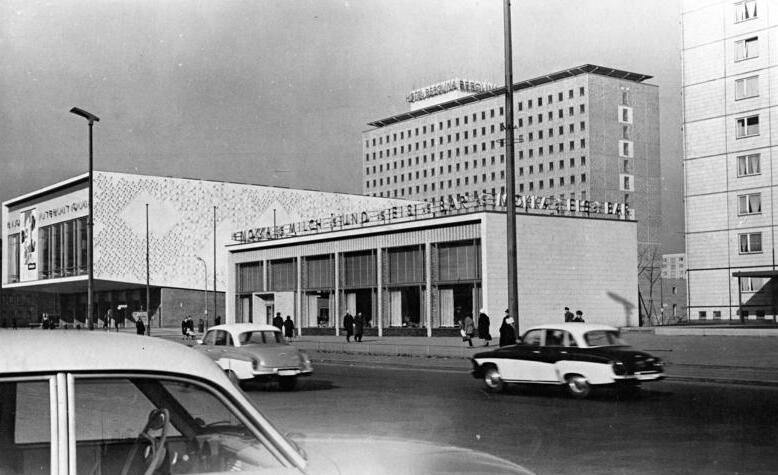
Hotel Berolina im Hintergrund; davor das International und die Mokka-Milch-Eisbar (1964)
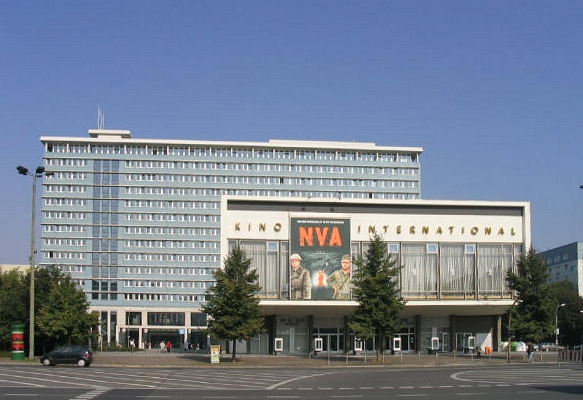
Rathaus Mitte an der Stelle des ehemaligen Hotels Berolina (2005)

Derzeit gibt es in und um Berlin einige Hotel- und Gaststättenbetriebe, die den Namen Berolina tragen, mit dem hier beschriebenen Hotel allerdings nicht im Zusammenhang stehen.